# (113) Amalthea
(113) Amalthea ist ein Asteroid des inneren Hauptgürtels, der am 12. März 1871 vom deutschen Astronomen Karl Theodor Robert Luther an der Sternwarte Düsseldorf bei einer Helligkeit von 11 mag entdeckt wurde.
Der Asteroid wurde benannt nach Amaltheia, der Tochter des kretischen Königs Melisseus, die Zeus mit Ziegenmilch nährte. Die Benennung erfolgte durch die Berliner Astronomen mit 5 zu 3 Stimmen. Der Name Amalthea wurde auch dem fünften Jupitermond gegeben, der 1892 von Edward Barnard entdeckt wurde.

## Wissenschaftliche Auswertung
Mit Daten radiometrischer Beobachtungen im Infraroten vom September 1975 am Kitt-Peak-Nationalobservatorium in Arizona wurden für (113) Amalthea erstmals Werte für den Durchmesser und die Albedo von 47 km bzw. 0,21 bestimmt. Aus Ergebnissen der IRAS Minor Planet Survey (IMPS) wurden 1992 Angaben zu Durchmesser und Albedo für zahlreiche Asteroiden abgeleitet, darunter auch (113) Amalthea, für die damals Werte von 46,1 km bzw. 0,26 erhalten wurden. Eine Auswertung von Beobachtungen durch das Projekt NEOWISE im nahen Infrarot führte 2011 zu vorläufigen Werten für den Durchmesser und die Albedo im sichtbaren Bereich von 50,3 km bzw. 0,22. Nach neuen Messungen mit NEOWISE wurden die Werte 2014 auf 50,1 km bzw. 0,22 geändert.
Spektroskopische Beobachtungen einer großen Anzahl von Olivin-reichen Asteroiden erfolgten von November 1983 bis April 1987 mit der Infrared Telescope Facility auf Hawaiʻi. Ein Vergleich der erhaltenen Spektren mit Labordaten von Olivinen und Olivin-Metall-Mischungen ergab für (113) Amalthea eine Zusammensetzung aus Olivin mit einem Metallanteil von etwa 30 % und große Ähnlichkeit mit einem auf der Erde gefundenen Stein-Eisen-Meteoriten aus Pallasit. Ein Vergleich der spektrophotometrischen Daten der Asteroiden (9) Metis und (113) Amalthea ergab eine wahrscheinliche genetische (kompositorische) Verbindung zwischen diesen beiden Objekten. Die nahezu identische Zusammensetzung der Silicatkomponenten dieser beiden Asteroiden weist auf ihre Abstammung von einem einzigen Mutterkörper hin. Unter Verwendung der bekannten Daten von (9) Metis und (113) Amalthea und mit plausiblen Annahmen für den Mutterkörper wurde der Durchmesser des ursprünglichen Asteroiden auf etwa 300 bis 600 km geschätzt. Demnach sind Metis und Amalthea die größten Überlebenden einer hochentwickelten, genetischen Asteroidenfamilie, von der 86–96 % der ursprünglichen Masse verloren gegangen sind.
Photometrische Beobachtungen von (113) Amalthea fanden erstmals statt am 12. April 1970 am Kitt-Peak-Nationalobservatorium in Arizona. Die über etwa 7 Stunden aufgezeichnete Lichtkurve deutete auf eine Rotationsperiode im Bereich von 12 Stunden hin. Weitere Beobachtungen erfolgten vom 12. November bis 18. Dezember 1979 am Table Mountain Observatory in Kalifornien. Aus der aufgezeichneten Lichtkurve wurde 1983 eine Rotationsperiode des Asteroiden von 9,935 h abgeleitet. In einer Untersuchung von 1984 wurden die gleichen Beobachtungsdaten noch zu einer Rotationsperiode von 9,868 h ausgewertet. Aus Beobachtungen der Jahre 1970, 1979 und 1981 wurde dann in der Ukraine in einer Untersuchung von 2002 für (113) Amalthea eine Rotationsperiode von 9,9377 h bestimmt. Es wurde außerdem eine Position für die Rotationsachse mit retrograder Rotation sowie die Achsenverhältnisse eines dreiachsig-ellipsoidischen Gestaltmodells für den Asteroiden bestimmt. Weitere Messungen wurden vom 10. bis 14. April 2014 am Center for Solar System Studies (CS3) in Kalifornien durchgeführt. Gegenüber einer möglichen doppelt so langen Rotationsperiode wurde aber auch hier ein Wert von 9,950 h bevorzugt.
Aus archivierten Daten des Asteroid Terrestrial-impact Last Alert System (ATLAS) aus dem Zeitraum 2015 bis 2018 wurden dann in einer Untersuchung von 2020 mit der Methode der konvexen Inversion ein Gestaltmodell und eine relativ unsichere Lage der Rotationsachse in der Nähe der Ebene der Ekliptik sowie eine Rotationsperiode von 9,9394 h bestimmt. Aus den Daten von ATLAS konnte in einer Untersuchung von 2022 mit der Methode der konvexen Inversion eine Rotationsperiode von 9,9392 h berechnet werden.

## Kein Hinweis auf Satellit
Am 14. März 2017 erfolgte eine Sternbedeckung durch (113) Amalthea für maximal 4,8 Sekunden, die von mehreren Beobachtern in Arizona, Texas und Kalifornien observiert werden konnte. Bei der Auswertung der Beobachtungsdaten ergaben sich zunächst Hinweise darauf, dass (113) Amalthea von einem bisher unbekannten Satelliten umkreist werden könnte, für den die Bezeichnung S/2017 (113) 1 vorgeschlagen wurde. Im Jahr 2021 zeigte sich jedoch, dass eine falsche Auswertung aufgrund eines Software-Fehlers stattgefunden hatte und die Meldung darüber beim IAU Central Bureau for Astronomical Telegrams (CBET) wurde zurückgezogen.